# Erdbau

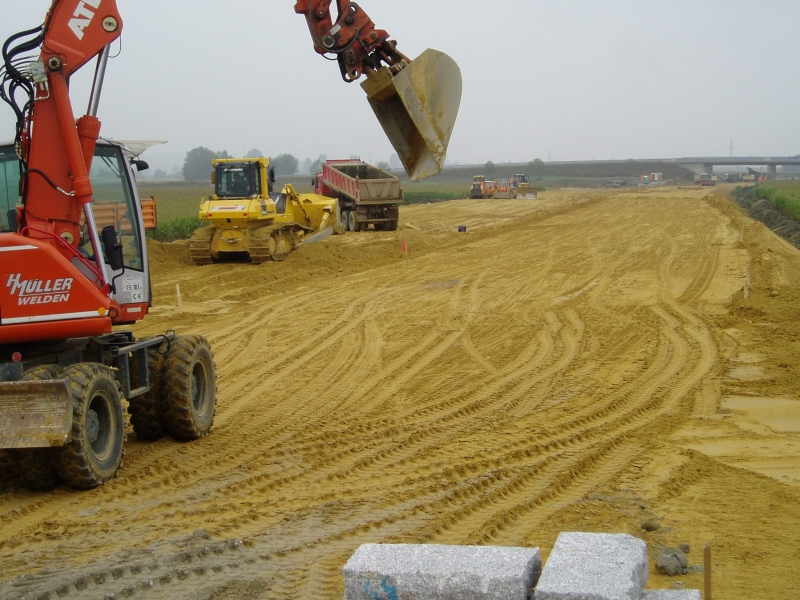
Erdbaubetrieb beim Bau einer Bundesstraße

Erdbau umfasst alle Baumaßnahmen, bei denen Boden in seiner Lage, in seiner Form und in seiner Lagerungsbeschaffenheit verändert wird. Er gehört zum Tiefbau. Man unterscheidet im Erdbau die Grundprozesse Lösen, Laden, Fördern, Einbauen und Verdichten. Weiterhin kann zwischen den Vorgängen Abtrag und Auftrag von Boden unterschieden werden. Welcher Bodenart der Boden angehört, ist dafür ohne Belang.
Dazu gehören: Bodenabtrag, Erdmengenbewegung (fachsprachlich: Erdmassenbewegung), Bodenverfüllungen, Auffüllungen und Aufschüttungen, Baustraßenbau, Bodenaushub für Gräben, Baggern über und unter Wasser, Fundamentaushub, Herstellung von Baugruben für Gebäude usw.
Landwirtschaftliche und gärtnerische Bodenbearbeitungsarbeiten, wie Umgraben mit Spaten, Pflügen oder Eggen, Säen oder Pflanzen von Büschen, Bäumen etc. zählen nicht zum Erdbau, Abtrag und Auftrag von Boden im Garten- und Landschaftsbau jedoch schon.

## Erdbauwerke
Die gängigsten Erdbauwerke sind:
- Damm
- Anschnitt
- Einschnitt
- Graben
- Leitungsgraben
- Grube als künstliche Vertiefung
- künstliche Böschung
- Aushub/Auskofferung
- Hinterfüllung

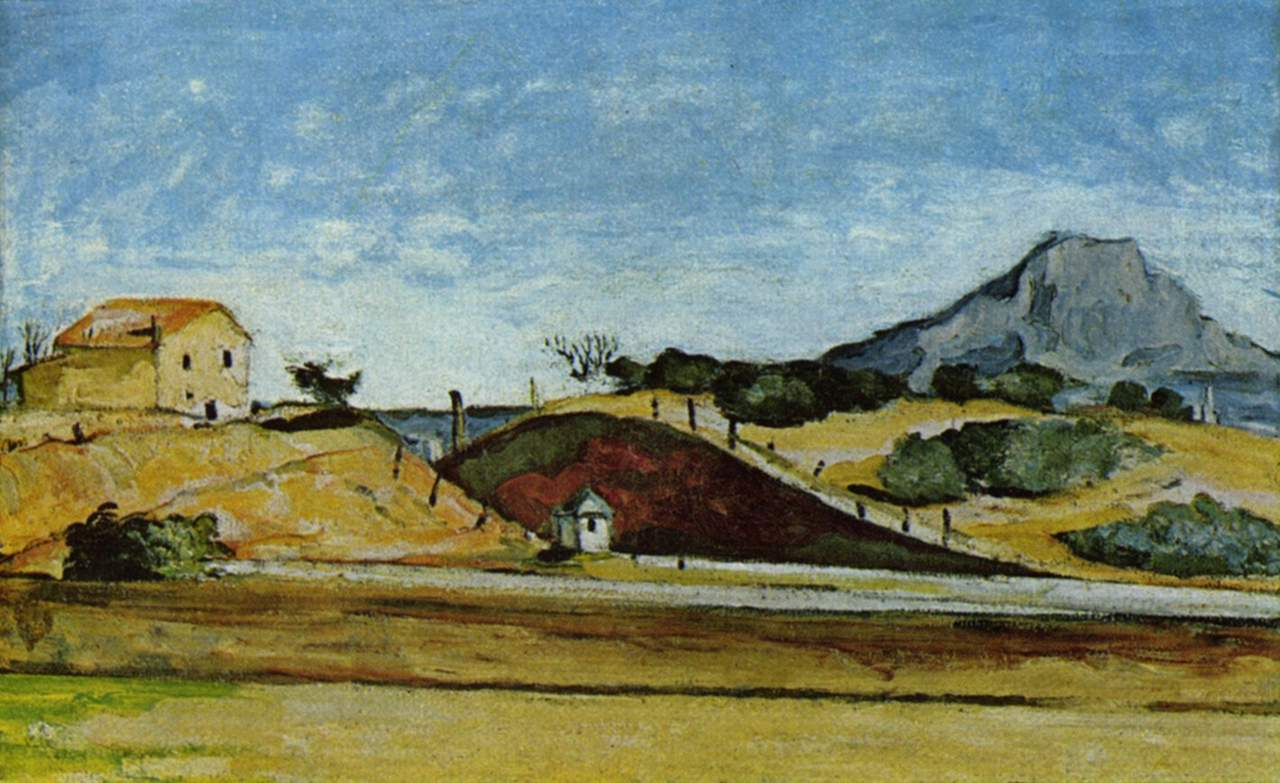
Der Bahndurchstich, von Paul Cézanne (1869–1871).

Im Garten- und Landschaftsbau gehören zum Erdbau das Aufschütten und Modellieren künstlicher Hügel, Berge, Täler, Plateaus und Pyramiden (wie z. B. die See- und Landpyramide im Branitzer Park).
Erdbauwerke werden auch benötigt für Verkehrswege wie Kanäle, Straßen, Eisenbahnen, Stauanlagen und Deponien. Zum Erdbau gehört des Weiteren auch das Planieren und Verdichten großer Flächen (z. B. für Flughäfen). Aber auch die Anlieferung von Sand, Kies oder Mutterboden oder die Entsorgung von Bodenmassen gehört zum Erdbau.
Erdarbeiten führt man mit Erdbaumaschinen (s. u.), aber auch in Handarbeit mit Pickeln, Schaufeln, Schubkarren und Spaten.
Die für Erdbauwerke nötigen Berechnungen (Standsicherheitsnachweise) gehören zu den geotechnischen Fachdisziplinen Erdstatik, Grundbau und Bodenmechanik, Materialprüfungen für konkrete Bauvorhaben werden in Erdbaulaboratorien durchgeführt. Grundlagenforschung betreiben auch die Geowissenschaften, insbesondere Ingenieurgeologie und Bodenkunde. Die Planung von Erdbaumaßnahmen und der Baumaschineneinsatz sind Aufgabe der Bauverfahrenstechnik (Baubetrieb).
Man unterscheidet nach den Eigenschaften und somit der Lösbarkeit des Bodens in die Bodenklassen 1 bis 7. Im Bauvertragsrecht werden bei Aufträgen der öffentlichen Hand in Deutschland die Zusätzliche Technische Vertragsbedingungen ZTV, hier die ZTV-E vereinbart. Sie regeln zum einen Definitionen, sowie Mindestanforderungen an die Bearbeitung der Erdstoffe im Bauvertrag. Zur Ermittlung der theoretischen Grundlagen der Bodeneigenschaften, sowie der Kontrolle der Bauausführung dienen Baugrundlabore und Erdbaulabore.

## Erdbau im Wasserbau

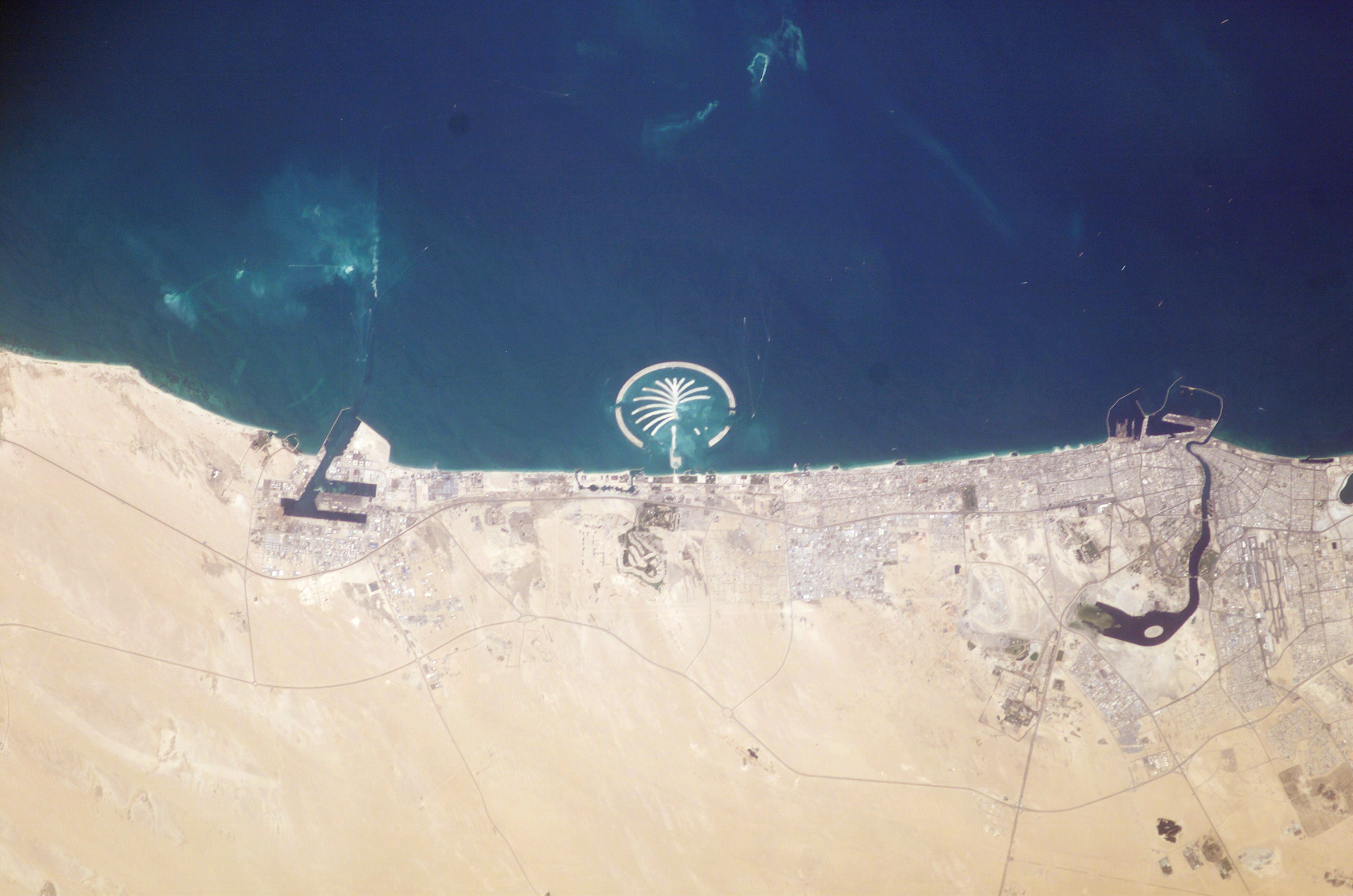
Spektakuläre Beispiele für Erdbau: Häfen und eine künstliche Insel in Palmenform in Dubai

Ein wesentlicher Teil des Wasserbaus wie Hafenbau, Kanalbau, Felsabtrag, Landgewinnung, Küstenschutz und das Freihalten von Hafenbecken und Fahrrinnen von Sand und Schlamm besteht aus Erdbau.
So werden durch spezialisierte Unternehmen, wie z. B. Royal Boskalis Westminster, das hierfür eine Flotte von 300 Schiffen unterhält, und Van Oord, Milliarden Tonnen Sande und Schlamm bewegt. In Dubai z. B. wird mit den drei Schiffen Ursa, Taurus und Colbart eine künstliche Insel in Palmenform mit einer Küstenlänge von 120 km aufgeschüttet und gesichert (Palm Island I), wofür ca. 200 Millionen Kubikmeter Sand und Steine bewegt werden müssen. Meist geht es aber um Containerhäfen, Flüssigerdgasterminals, Landgewinnung für Geschäftsgebäude an den Küsten von Millionenstädten etc.

## Erdbaumaschinen
Nach DIN EN 474-1 sind Erdbaumaschinen „selbstfahrende oder gezogene Maschinen auf Rädern, Raupen oder Stützbeinen, mit Arbeitseinrichtung oder Arbeitsausrüstung (Arbeitswerkzeug), primär konstruiert für Graben, Laden, Transportieren, Verteilen, Verdichten oder Fräsen von Erde, Gestein oder ähnlichen Materialien.“ In der Baugeräteliste sind die Erdbaumaschinen in Gruppe D aufgeführt.
Erdbaumaschinen werden in Deutschland nach der DGUV-Regel 100-500 eingeteilt in
- Bagger
- Lader (z. B. Radlader)
- Planiergeräte (z. B. Planierraupen)
- Schürfgeräte (z. B.  Schürfraupen)
- Rohrverleger (Pipelayer)
- Spezialmaschinen des Erdbaues, z. B. Grabenfräsen, Verfüllschnecken

sowie deren Anbaugeräte (z. B. Anbaubagger an Lader, Bohreinrichtungen, Rohrlegeeinrichtungen, Rammeinrichtungen, Zertrümmerungseinrichtungen, Verdichtungseinrichtungen, Aufreißer, Arbeitsplattformen).
Die DGUV-Regel 100-500 schreibt vor (Kap. 2.12, Ziff. 3.2, Stand 22. Juni 2018):
"Mit dem selbstständigen Führen oder Warten von Erdbaumaschinen dürfen nur Personen beschäftigt werden, die
1. das 18. Lebensjahr vollendet haben,
2. körperlich und geistig geeignet sind,
3.  im  Führen  oder  Warten  der  Erdbaumaschine  unterwiesen  sind und  ihre  Befähigung  hierzu  gegenüber  dem  Unternehmer  nachgewiesen haben, und von denen
4. zu erwarten ist, dass sie die ihnen übertragenen Aufgaben zuverlässig erfüllen.
Sie müssen vom Unternehmer zum Führen oder Warten der Erdbaumaschine bestimmt sein."
Zum Bedienen von Erdbaumaschinen als Beschäftigter ist kein Befähigungsnachweis („Fahrerlaubnis für Erdbaumaschinen“) erforderlich, jedoch von einigen Unternehmen gefordert.
Aufgrund unterschiedlicher Lehrgangsdauer und Qualität werden auch nicht alle Lehrgänge von allen Arbeitgebern akzeptiert.
Für den Betrieb im Geltungsbereich der StVO ist der Besitz einer entsprechende Fahrerlaubnis notwendig, abhängig von dem Gewicht und der Geschwindigkeit der Erdbaumaschine.